# Danh sách trường đại học tại Thụy Điển

## Các Trường Đại Học
- Đại học Uppsala ở Uppsala
- Đại học Tartu ở Tartu
- Đại học Lund ở Lund
- Đại học Göteborg ở Göteborg
- Đại học Stockholm ở Stockholm
- Đại học Umeå ở Umeå
- Đại học Linköping ở Linköping
- Viện Karolinska ở Stockholm
- Viện công nghệ hoàng gia ở Stockholm
- Đại học công nghệ Luleå ở Luleå
- Đại học Karlstad ở Karlstad
- Đại học Växjö ở Växjö
- Đại học Örebro ở Örebro
- Đại học trung Thụy Điển ở Östersund, Sundsvall, Härnösand, Örnsköldsvik
- Đại học nông nghiệp Thụy Điển ở Uppsala
- Đại học công nghệ Chalmers ở Göteborg
- Trường kinh tế Stockholm ở Stockholm